# Kerim Mrabti
Abdallah Kerim Mrabti (Stoccolma, 20 maggio 1994) è un calciatore svedese di origini tunisine e finlandesi, centrocampista o attaccante del Malines.

## Caratteristiche tecniche
Può essere impiegato sia come centrale di centrocampo che sulla fascia, ma all'occorrenza è in grado di ricoprire anche il ruolo di attaccante.

## Carriera

### Club
È nato a Nacka, sobborgo di Stoccolma, da padre tunisino e madre per metà finlandese e per metà svedese. All'età di 5 anni si è trasferito insieme alla famiglia presso Enköping, cittadina in cui è cresciuto anche calcisticamente, svolgendo tutta la trafila delle giovanili fino ad arrivare alla prima squadra. Nel 2011, a 17 anni, è tra gli artefici della promozione in Division 1.
Dopo due stagioni al Sirius fra la terza e la seconda serie, è stato acquistato dal Djurgården per una cifra compresa fra le 600.000 e le 700.000 corone. Al primo anno nel campionato di Allsvenskan, ha segnato le sue prime due reti nel derby casalingo contro l'AIK (terminato 2-2). A fine stagione viene eletto debuttante dell'anno in Allsvenskan.

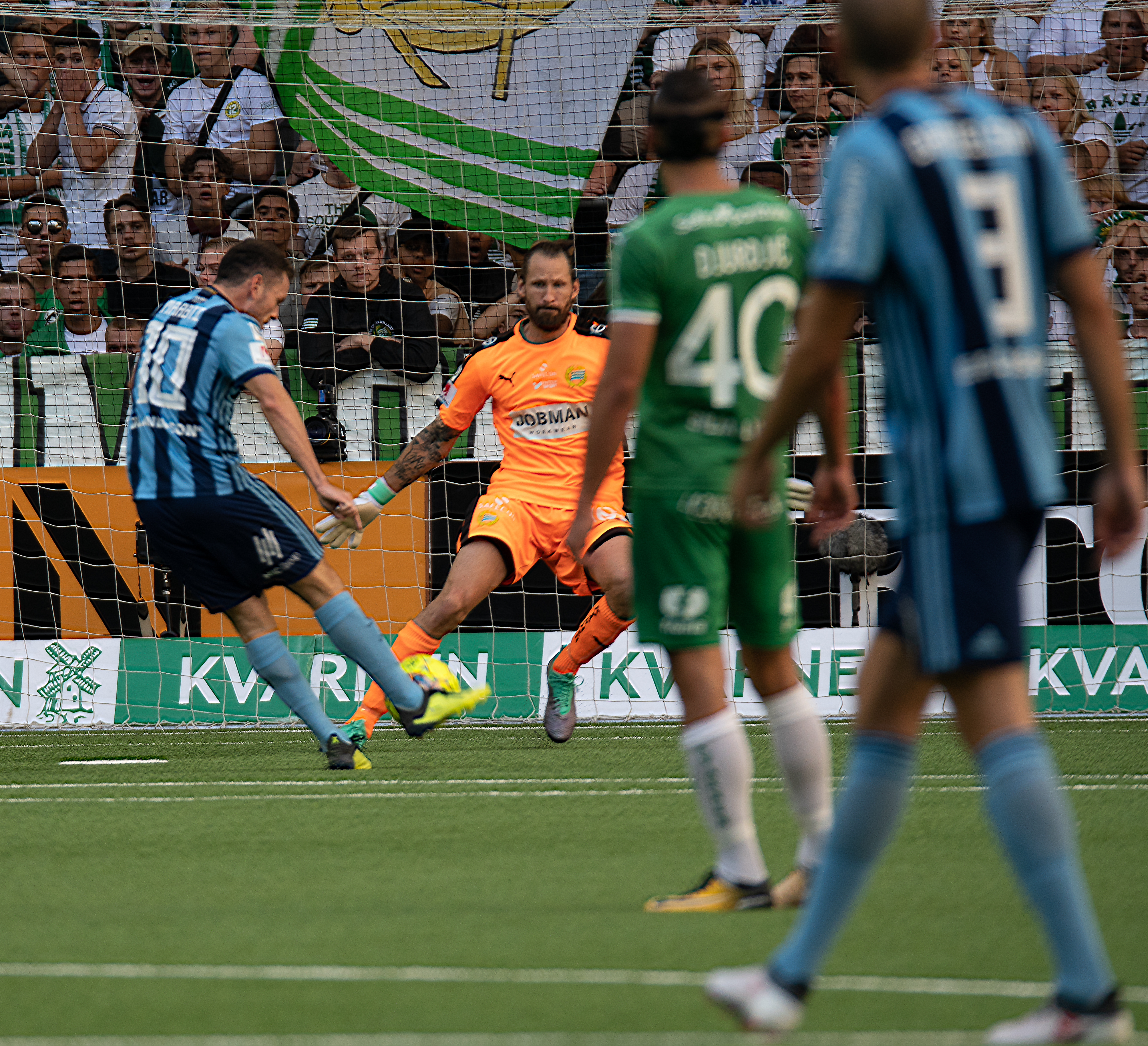
Il rigore di Mrabti nel derby Hammarby-Djurgården 1-3 (2018)

Mrabti ha perso l'intera Allsvenskan 2016 a causa del grave infortunio al legamento crociato occorsogli al debutto in Nazionale, avvenuto all'inizio del precampionato. È rientrato a pieno ritmo per l'Allsvenskan 2017, durante la quale ha siglato 8 gol e 7 assist in 25 presenze, nella stagione in cui il Djurgården ha chiuso al 3º posto e ha riconquistato la partecipazione alle coppe europee dopo dieci anni. Il 10 maggio 2018 Mrabti ha realizzato un gol nella finale di Coppa di Svezia vinta 3-0 in casa contro il Malmö FF, contribuendo così alla conquista di un trofeo ufficiale che alla squadra mancava dal 2005.
Nonostante il tentativo del Djurgården di rinnovare il contratto in scadenza, nel gennaio 2019 Mrabti ha firmato per un anno e mezzo con gli inglesi del 
Birmingham City, militanti nella seconda serie nazionale. Nella restante parte del campionato di Championship 2018-2019 ha disputato 12 partite, metà di esse giocate da titolare e metà da subentrante. Nel campionato seguente invece ha collezionato 15 presenze, gran parte di esse ottenute entro la chiusura del mercato invernale: dal momento in cui a fine gennaio a fine gennaio infatti è giunto in squadra l'attaccante Scott Hogan, Mrabti è stato utilizzato solo per un'apparizione in campionato e una in FA Cup. A fine stagione, il Birmingham City non ha scelto di non rinnovare il suo contratto in scadenza.
Nonostante una trattativa per un ritorno al Djurgården, il 17 agosto 2020 è stato annunciato il suo ingaggio da parte del Malines, squadra belga (nota anche con la denominazione Mechelen) in cui stava militando l'attaccante connazionale nonché già ex compagno di squadra Gustav Engvall. Mrabti ha firmato un contratto di tre anni. Nel giugno 2022, al termine del campionato 2021-2022 in cui aveva messo a segno 10 reti in 36 presenze, Mrabti durante un allenamento con la Nazionale svedese si è gravemente infortunato allo stesso ginocchio lesionato nel 2016. È rientrato in campo a 213 giorni di distanza dall'ultimo match, in occasione dell'incontro di coppa del 20 dicembre contro il Seraing vinto 1-0 proprio grazie a una sua rete.

### Nazionale
Dopo alcune presenze con l'Under-19 e l'Under-21, ha debuttato con la nazionale maggiore il 6 gennaio 2016 in amichevole ad Abu Dhabi contro l'Estonia. La sua partita è durata poco più di 20 minuti, uscito anzitempo per la rottura del legamento crociato: per questo motivo è stato costretto a saltare anche le Olimpiadi di Rio 2016.
Nel maggio 2018 ha ricevuto la visita di alcuni dirigenti della Federcalcio tunisina che cercavano di convincerlo a prendere parte ai Mondiali 2018 con la loro nazionale, ma il giocatore ha pubblicamente declinato l'offerta.

## Palmarès
- Coppa di Svezia: 1

Djurgården: 2017-2018